# Bartolomeo Biasoletto
Bartolomeo Biasoletto (Vodnjan, 24. travnja 1793. – Trst, 17. siječnja 1858.), hrvatsko-talijanski ljekarnik, botaničar i prirodoslovac

## Životopis
Rodio se u Vodnjanu, U Vodnjanu se školovao, te u Krku i Beču. Kao ljekarnik radio u rodnom gradiću, Rijeci, Trstu i u gradiću Welsu u Gornjoj Austriji. Nakon što je preuzeo ljekarnu u Trstu, ona je postala središtem njegove djelatnosti i prirodoslovnih istraživanja. Prvo se znanstveno zanimao i za zoologiju i mineralogiju. Poslije susreta s njemačkim botaničarima iz Regensbruga sasvim se usmjerio prema botanici nakon. Surađivao s mnogim nje., eng. te hrv. botaničarima.  Istraživao je bilje po Istri, Furlaniji, Kvarneru, Dalmaciji i Kranjskoj. Zajedno s M. de Tommasinijem vodio saskog kralja Fridrika Augusta II. oba puta kad je posjetio istočni Jadran. U Trstu je pokrenuo utemeljenje farmaceutskoga društva, osnovao botanički vrt 1825., borio protiv kolere koja je harala Trstom i usmrtila mu suprugu i kći. Znanstveno pridonio boljem poznavanju bilja, posebice bilja dinarskoga područja, tada intenzivno istraživana.
Član više niza društava i ustanova – Botaničke akademije iz Regensburga, Hortikulturne akademije iz Beča i dr.

## Djela
Članke je objavio u časopisima Flora ratisbonensis, Isis i Linnaea te u zborniku Atti della I riunione di Scienziati italiani. Floristička djela raznih autora sadrže njegov rad. Objavio je knjige:
- Relazione del viaggio fatto nella primavera del 1838 dalla Maesta del Re Federico Augusto di Sassonia nell’Istria, Dalmazia e Monte Negro, 1841.
- Escursioni botaniche sullo Schneeberg (Monte Nevoso) nella Carniola, 1846.

## Priznanja
Njegovim su imenom nazvane brojne biljne vrste i rodovi. No, zbog nevaljanosti utvrđivanja nisu se zadržali. Po njemu su se zvali Trifolium biasoletti, Artemisia biasolettiana, Juniperus biasoletti i ostali.